# 아카가와역
아카가와역(일본어: 赤川駅)은 일본 아오모리현 무쓰시에 위치한 동일본 여객철도 오미나토 선의 철도역이다. 단선 승강장 1면 1선의 구조를 갖춘 지상역이다.

## 역 주변
- 국도 제279호선
- 오미나토 만

## 역사
- 1921년
  - 9월 25일 : 오미나토케이벤 선의 다나부역으로서 개업.
  - 12월 14일 : 다나부 정 중심부의 야나기마치 까지를 이어 마차 궤도의 기점을 부설함.
- 1941년 : 오하타 선 개업에 의해 이용이 줄어듬에 따라, 다나부 운송궤도 폐지.
- 1948년 12월 1일 : 아카가와역으로 개칭.
- 1972년 3월 15일 : 화물 취급 폐지, 무인화.
- 1987년 4월 1일 : 일본국유철도 분할 민영화에 의해, 동일본 여객철도가 승계.

## 인접 역
| 동일본 여객철도 오미나토 선 | 동일본 여객철도 오미나토 선 | 동일본 여객철도 오미나토 선 |
| --------------------------- | --------------------------- | --------------------------- |
| 가나야사와 노헤지 방면      | ■ 오미나토 선               | 시모키타 오미나토 방면      |